# 욘 그나르
욘 그나르 크리스틴손(아이슬란드어: Jón Gnarr Kristinsson, 1967년 1월 2일 ~ )은 아이슬란드의 배우, 코미디언, 정치인이다. 그는 2010년 6월 15일부터 2014년 6월 16일까지 레이캬비크의 시장직을 역임했다.

## 생애
1967년 레이캬비크에서 태어났다. 욘은 학창시절 학교생활에 적응하지 못하고 중퇴하였다. 20대에 록밴드를 결성해 보컬을 맡았으며, 이후에 코미디언이 되었다.
2010년 레이캬비크 시장에 출마하며 본인이 출연한 코미디에 나오는 정당인 '최고당'(Besti Flokkurin) 을 모티브로 창당해 레이캬비크시 제1당에 오른다. 선거 유세 당시 당시 레이캬비크의 실업률과 재정 상태를 풍자한 공약과 무리수 공약으로 논란거리가 되었지만 당선 후 시민의 의견을 직접 수렴한 정치를 펼쳐 높은 지지율을 얻고, 임기 후반에는 재선을 원하는 시민이 60% 이상 되었고, 대권 후보로 거론되었지만 재선을 하면 기성 정치인과 똑같은 사람이 된다며 재선을 거부하고 퇴임 후 다시 코미디언으로 돌아갔다.
2024년 아이슬란드 대통령 선거에 출마하였다. 개표 결과 21,634표(10.09%)를 획득하였지만 4위로 낙선하였다.
1. ↑  최고당에서 개명